# لاله (بلغارستان)
لاله (به بلغاری: Lale) یک منطقهٔ مسکونی در بلغارستان است که در شهرستان مومچیلگراد واقع شده‌است.